# Povlje
Povlje este o localitate din comuna Kranj, Slovenia, cu o populație de 28 de locuitori.